# ポートオレンジ (フロリダ州)
ポートオレンジ（Port Orange）は、アメリカ合衆国フロリダ州のボルーシャ郡にある都市。人口は6万2596人（2020年）。デイトナビーチの南に隣接している。

## 歴史
南北戦争後に北軍の兵士たちが入植し、柑橘類の農園を開拓した。労働者の大半は自由民となったアフリカ系アメリカ人だったので「Freemanvill」と呼ばれた。1867年、町名は「Port Orange」に変更された。
ポートオレンジは長らく農業社会として存在していたが、1970年頃からデイトナビーチ市の郊外の性格を帯びるようになった。農園は姿を消し住宅地や商業施設に変わっていった。

## 交通
- フロリダ東海岸鉄道が南北に通るが貨物鉄道である。
- 国道1号線は海岸近くを通り商業施設が多い。州間高速道路95号線は内陸部にある高規格道路である。

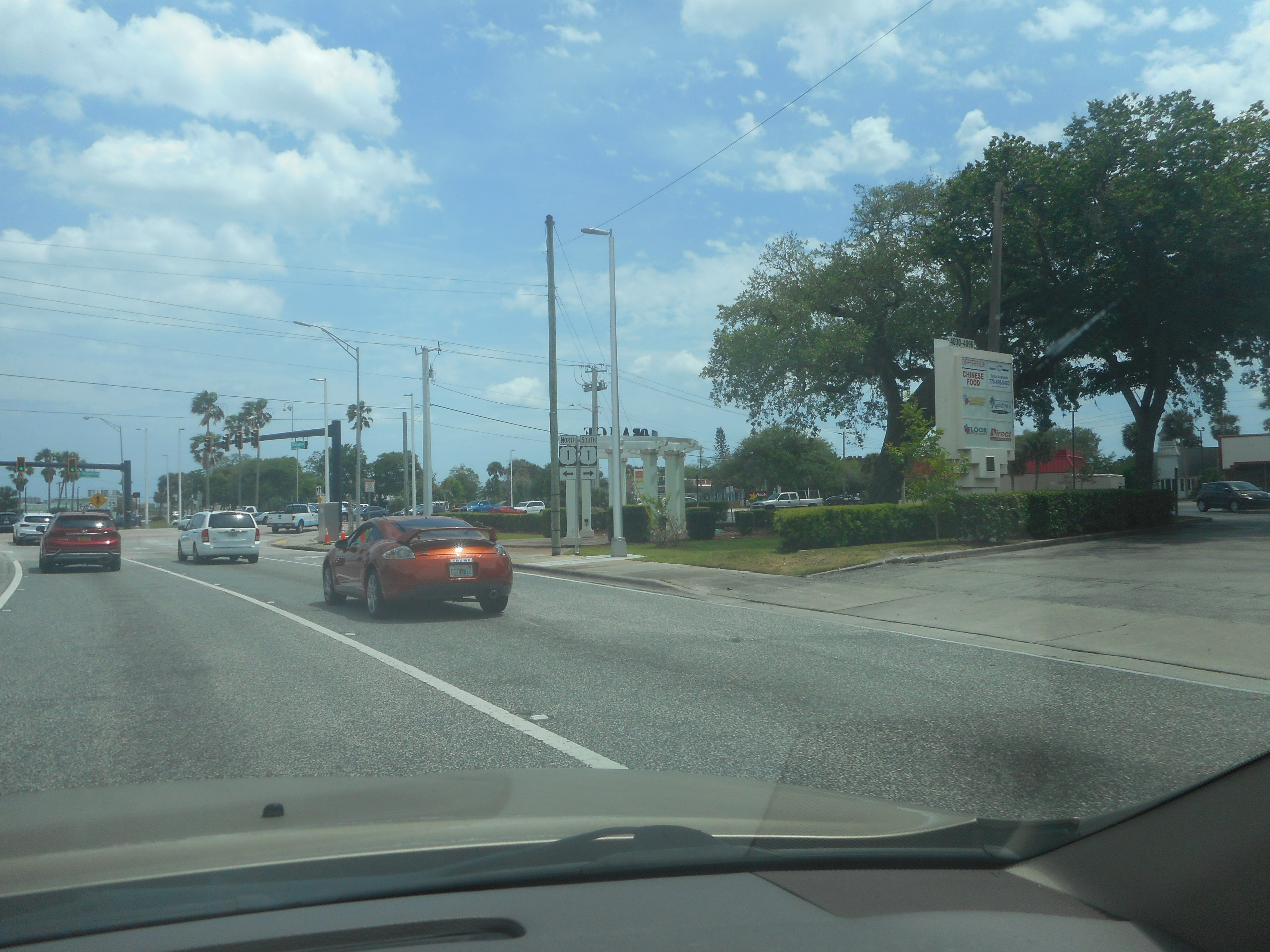
国道1号線

## 教育
パーマー・カレッジ・オブ・カイロプラクティックのフロリダキャンパスが立地している。